# عبدالغنی نابلسی
عبدالغنی نابلسی (۱۶۴۱م- ۱۷۳۱م) فقیه حنفی و صوفی سوری بود که از بزرگان حنفی روزگارش (شیخ) به‌شمار می‌رفت و آثار گوناگونی در تصوف و بررسی فقهی نگاشت.

## تالیفات
از آثار وی تعطیر الانام به فارسی ترجمه شده است.
1. إیضاح المقصود من وحدة الوجود
2. الحضرة الأنسیة فی الرحلة القدسیة
3. تعطیر الأنام فی تعبیر المنام
4. دیوان الدواوین
5. فضائل الشهور والأیام
6. أسرار الشریعة
7. التعبیر فی تفسیر الأحلام
8. منظومة أسماء الله الحسنی
9. الفتح الربانی والفیض الرحمانی
10. خمرة الحان ورنة الألحان شرح رسالة الشیخ أرسلان
11. الوجود الحق والخطاب الصدق
12. ذخائر المواریث فی الدلالة علی مواضع الحدیث
13. إیضاح الدلالات فی سماع الآلات
14. رائحة الجنّة شرح إضاءة الدجنّة
15. رشحات الأقلام شرح کفایة الغلام
16. الكوكب الساري في حقيقة الجزء الاختياري

## درگذشت
نابلسی در سال ۱۱۴۳ قمری در دمشق درگذشت و در همان‌جا مدفون گشت.